# 11956 Tamarakate
11956 Tamarakate eller 1994 CL14 är en asteroid i huvudbältet som upptäcktes den 8 februari 1994 av den belgiske astronomen Eric W. Elst vid La Silla-observatoriet. Den är uppkallad efter Tamara Kate Peiser.